# Cornales
Ordre
Classification APG III (2009)
Les Cornales sont un ordre de plantes dicotylédones.
En classification classique de Cronquist (1981), il comprend quatre familles :
- Alangiacées
- Cornacées (famille du cornouiller)
- Garryacées
- Nyssacées

La classification phylogénétique APG II (2003) en a modifié la composition :
- ordre Cornales
- : famille Cornaceae (incluant Alangium)
- :: [+ famille Nyssaceae ]
- : famille Curtisiaceae
- : famille Grubbiaceae
- : famille Hydrangeaceae (les Hydrangea (hortensias) font partie de cette famille).
- : famille Hydrostachyaceae
- : famille Loasaceae

NB "[+]" = famille optionnelle. Le Angiosperm Phylogeny Website [12 sept 2006] accepte cette famille optionnelle, l'ordre se compose donc de 7 familles.
En classification phylogénétique APG III (2009) il comprend 6 familles :
- ordre Cornales Link. (1829)
- : famille Cornaceae Bercht. & J.Presl (1825) (incluant Nyssaceae Juss. ex Dumort.)
- : famille Curtisiaceae Takht. (1987)
- : famille Grubbiaceae Endl. ex Meisn., (1841)
- : famille Hydrangeaceae Dumort. (1829)
- : famille Hydrostachyaceae Engl. (1894)
- : famille Loasaceae Juss. (1804)

En classification phylogénétique APG IV (2016) l'ordre des Cornales comprend 7 familles car la famille des Nyssaceae est de nouveau séparée des Cornaceae.